# Transactional sex
Transactional sex – termin określający relacje seksualne powiązane z wymianą dóbr ekonomicznych (głównie usług lub podarunków). Takie relacje mogą być jednorazowe lub trwałe, mogą też łączyć się z zaangażowaniem emocjonalnym. Kobieta lub mężczyzna mogą być jednocześnie zaangażowani w wiele związków opartych na tego typu transakcjach.
Termin ten, który nie ma odpowiednika w języku polskim, pojawił się w piśmiennictwie socjologicznym po 2002 w związku z badaniami przeprowadzanymi na terenie państw Afryki Zachodniej, Centralnej i Południowej, zamieszkanych przez ludność czarnoskórą. Transactional sex jest uważany za jeden z najważniejszych czynników zwiększających ryzyko rozprzestrzeniania się epidemii zakażenia wirusem HIV.
W państwach Zachodu podobne zachowania seksualne (np. świadczenie usług seksualnych w ramach zapłaty rachunków i czynszu czy tzw. sponsoring) uznawane są zazwyczaj za formę prostytucji.